# Ruwe zeerasp
De ruwe zeerasp (Hydractinia echinata) is een hydroïdpoliep uit de familie Hydractiniidae. De poliep komt uit het geslacht Hydractinia. Hydractinia echinata werd in 1828 voor het eerst wetenschappelijk beschreven door Fleming als Alcyonium echinatum.

## Beschrijving
Deze kleine, tot 2 cm hoge staatkwallen groeien vaak in korsten op huisjes van heremietkrabben. Doordat ze worden meegevoerd, krijgen ze meer voedsel toegewaaierd, waarvoor ze in ruil bescherming geven aan hun gastheer met hun netelcellen. Op de schelpen van heremietkreeften en soms onder rotsen vormt deze hydroïdpoliep een korst, waaruit talrijke roze athecaatpoliepen ontstaan. De omvang van de basale korst is typisch 20–30 mm met individuele poliepen van 5 mm hoog.

## Verspreiding en leefgebied
De ruwe zeerasp komt wereldwijd voor in alle wereldzeeën. Ze worden gevonden aan alle kanten van de noordelijke Atlantische Oceaan, inclusief de Noordelijke IJszee, de Saint Lawrencebaai, de Oostzee en de Noordzee van zuid tot noordwest Afrika, evenals de westelijke Atlantische Oceaan, inclusief de Golf van Mexico. Het is algemeen rond de kusten van Groot-Brittannië en Ierland, en daar wordt het gevonden waar heremietkreeften (Eupagurus bernhardus) voorkomen, op de lagere kust op zanderige substraten.